# Tabernaemontana cordata
Tabernaemontana cordata là một loài thực vật thuộc họ Apocynaceae. Đây là loài đặc hữu của Philippines.